# Bernardo Alberto Houssay

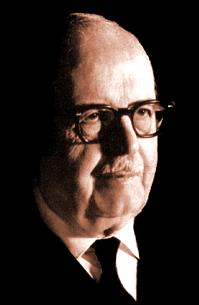
Bernardo Alberto Houssay

Bernardo Alberto Houssay (* 10. April 1887 in Buenos Aires, Argentinien; † 21. September 1971 ebenda) war ein argentinischer Physiologe und Nobelpreisträger für Medizin.
Houssay lieferte in der Ansicht seiner Zeitgenossen wichtige Arbeiten über Zuckerkrankheit und Zuckerstoffwechsel sowie über die innere Sekretion.

## Leben
Houssays Eltern wanderten aus Frankreich nach Argentinien ein. Seine Brüder wurden zum Studium nach Frankreich zurückgeschickt. Houssay war frühbegabt und studierte ab dem Alter von 14 Jahren Pharmazie und nach der 1904 erfolgten Promotion in diesem Fach Medizin an der Universität von Buenos Aires, wo er Assistent in der Abteilung Physiologie wurde und 1911 mit einer Dissertation über Hypophysen-Hormone zum zweiten Mal promoviert wurde. Seine ersten Artikel über die Hypophyse publizierte er bereits im Jahr 1910. Während des Studiums arbeitete Houssay in der Apotheke des Französischen Krankenhauses in Buenos Aires. Unmittelbar nach dem Studium wurde er Professor für Physiologie an der Veterinärmedizin-Fakultät. Gleichzeitig praktizierte er als Arzt und war Assistenzarzt am städtischen Krankenhaus von Buenos Aires. 1913 wurde er Chefarzt am Alvear Hospital, 1915 Leiter der Abteilung experimentelle Pathologie bei den öffentlichen Gesundheitslaboratorien von Buenos Aires. 1919 wurde er ordentlicher Professor für Physiologie an der Medizinischen Fakultät der Universität. Wichtige Ergebnisse seiner Forschungen veröffentlichte er ab 1924 in klassischen Arbeiten über die Diabetes Mellitus bei einem bereits ohne Bauchspeicheldrüse lebenden Hund durch Entfernung der Hypophyse („Houssay's dog“, „Houssay Syndrome“). Er fand, dass bei einem Hund, dem die Bauchspeicheldrüse bereits entfernt worden war, die Diabetes wesentlich milder verlief, wenn man auch einen Teil der Hypophyse entfernte. Während ein Hund ohne Pankreas nach drei Wochen starb, überlebte ein Hund ohne Pankreas und Hypophyse 6 bis 9 Monate, jeweils ohne Insulinzufuhr. Der Hypophysen-Vorderlappen musste also einen Faktor enthalten, der die Diabetes verstärkte (von Houssay diabetogenes Prinzip genannt). Später wurde entdeckt, dass Extrakte aus dem Hypophysenvorderlappen die Insulinbildung und -wirkung hemmen. Houssay zufolge war die Hypophyse ein wesentlicher Bestandteil des Krankheitsverlaufs bei der Diabetes.
Während der Ära von Peron wurde er aufgrund seiner liberalen politischen Ansichten (wie auch viele andere Professoren) von 1943 bis 1955 entlassen und forschte in dieser Zeit an einem von ihm gegründeten privaten Forschungsinstitut. Danach nahm er wieder seine Professur an. Von 1958 bis 1971 war er Direktor der von ihm mitinitiierten nationalen Forschungsförderungseinrichtung CONICET.
Er forschte zu vielen Bereichen der Physiologie (Verdauungssystem, Atmung, Herz-Kreislauf, Nervensystem). Seine bedeutendste Entdeckung wurde im Jahr 1947 mit dem Nobelpreis geehrt, die Rolle der Hormone des vorderen Hypophysenlappens im Zuckerstoffwechsel und bei Diabetes.
Er schrieb ein in Lateinamerika einflussreiches Lehrbuch der Physiologie und hatte viele bedeutende Schüler in Argentinien und Lateinamerika.

## Veröffentlichungen
- Le rôle des universités en présence des transformations matérielles et morales provoquées dans les sociétés contemporaines par les progrès scientifiques et techniques; exposé fait à la Conférence internationale des Universités, à Nice. Bureau Internationale des Univ, Paris 1925.
- Fisiologia Humana. Buenos Aires 1951.[1]
  - Human Physiology. 2. Auflage. New York 1955.

## Mitgliedschaften und Ehrungen
- Im Jahr 1932 wurde Houssay zum Mitglied der Leopoldina gewählt.[5]
- 1934 Wahl zum Ehrenmitglied (Honorary Fellow) der Royal Society of Edinburgh.[6]
- 1940 wurde er Mitglied der National Academy of Sciences.
- 1941 wurde Houssay in die American Academy of Arts and Sciences gewählt.[7]
- 1943 Wahl zum auswärtigen Mitglied der Royal Society.[8]
- 1944 Wahl zum Mitglied der American Philosophical Society.[9]
- Houssay erhielt 1947 neben Carl Ferdinand Cori und dessen Frau Gerty Cori den Nobelpreis für Medizin „für seine Entdeckung der Bedeutung der Hormone des Hypophysenvorderlappens für den Zuckerstoffwechsel“.[10]
- 1948 erhielt Houssay die James Cook Medal der Royal Society of New South Wales, Australien.
- 1949 wurde er korrespondierendes Mitglied der Académie des sciences (seit 1955 associé étranger).[11]
- 1960 erhielt Houssay die Dale Medal.
- Houssay publizierte mehr als 800 Artikel und wurde von 28 Universitäten der Welt zum Ehrendoktor ernannt.[1]
- 1986 wurde der Asteroid (2550) Houssay nach ihm benannt.[12]
- 2009 wurde der Mondkrater Houssay nach Houssay benannt.